# Lepidagathis incurva
Lepidagathis incurva är en akantusväxtart som beskrevs av Buch.-ham. och David Don. Lepidagathis incurva ingår i släktet Lepidagathis och familjen akantusväxter.

## Underarter
Arten delas in i följande underarter:
- L. i. aristata
- L. i. lophostachyoides
- L. i. mollis
- L. i. neurophylla
- L. i. semiherbacea
- L. i. ustulata